# Trees (restaurant)
Trees is een fine-dining restaurant aan de Zeedijk in het centrum van Amsterdam.
Restaurant Trees, geopend eind 2023, is een zaak van Géza Weisz en chef Amadou Dia, bekend van restaurant Gertrude in Amsterdam Oud-West. De naam is een eerbetoon aan de Amsterdamse diva Trees Schneider (1937-2023), die zeventig jaar op de Zeedijk heeft gewoond.
Het restaurant is gevestigd in een monumentaal pand uit de achttiende eeuw en heeft een intieme ambiance met veel kunst. De open keuken staat centraal en serveert naar keuze een vijf- of zesgangenmenu. Er zijn zitplaatsen aan de chefstafel en aan de tafeltjes met uitzicht over de grachten en de Armbrug. In het souterrain bevindt zich een bar met een à la carte menu, cocktails en muziek.
In maart 2025 kende GaultMillau Trees 12,5 van de 20 punten toe.